# Aspidopterys indica
Aspidopterys indica är en tvåhjärtbladig växtart som först beskrevs av Carl Ludwig von Willdenow, och fick sitt nu gällande namn av W. Theobald. Aspidopterys indica ingår i släktet Aspidopterys och familjen Malpighiaceae. Inga underarter finns listade i Catalogue of Life.